# フラザスルフロン
フラザスルフロン（英: flazasulfron）は、スルホニルウレア系除草剤の一種である。

## 用途
日本の石原産業が開発した除草剤で、芝などに適用される。日本では1989年12月1日に農薬登録を受け、商品名に「シバゲン」「カタナ」などがある。ALS阻害剤として、アセト乳酸合成酵素の働きを阻害することにより作用する。